# Blanca (Spanyolország)
Blanca egy község Spanyolországban, Murciában. Blanca Abarán, Molina de Segura, Fortuna, Ulea, Ojós és Ricote községekkel határos. Lakosainak száma 6825 fő (2024).

## Népesség
A település népessége az elmúlt években az alábbi módon változott:
| Lakosok száma | 5803 | 5977 | 6119 | 6370 | 6493 | 6477 | 6521 | 6539 | 6681 | 6825 |
|               | 2001 | 2004 | 2007 | 2009 | 2012 | 2014 | 2017 | 2019 | 2022 | 2024 |